# Сурт (супутник)
Сурт, також Сатурн XLVIII (лат. Surtur, давньоскан. Surtr) — п'ятдесят дев'ятий за віддаленістю від планети природний супутник Сатурна. Відкритий 5 січня 2006 року Скоттом Шеппардом, Девідом Джевіттом і Дженом Кліна в обсерваторії Мауна-Кеа.
Назву супутник отримав у квітні 2007 року. У скандинавській міфології Сурт — вогняний велетень, правитель Муспельгейма.
Сурт належить до скандинавської групи нерегулярних супутників Сатурна (підгрупа Феби).